# Eusphalerum lapponicum
Eusphalerum lapponicum är en skalbaggsart som först beskrevs av Mannerheim 1830.  Eusphalerum lapponicum ingår i släktet Eusphalerum, och familjen kortvingar. Arten är reproducerande i Sverige.